# Barcelona WCT
Il Barcelona WCT è stato un torneo di tennis facente parte del World Championship Tennis giocato a Barcellona in Spagna sul sintetico indoor.

## Albo d'oro

### Singolare
| Anno | Vincitore   | Finalista      | Punteggio     |
| ---- | ----------- | -------------- | ------------- |
| 1974 | Arthur Ashe | Björn Borg     | 6–4, 3–6, 6–3 |
| 1975 | Arthur Ashe | Björn Borg     | 7–6, 6–3      |
| 1976 | Eddie Dibbs | Cliff Drysdale | 6–1 6–1       |

### Doppio
| Anno | Vincitori                 | Finalisti                        | Punteggio |
| ---- | ------------------------- | -------------------------------- | --------- |
| 1974 | Arthur Ashe Roscoe Tanner | Tom Edlefsen Tom Leonard         | 6–3, 6–4  |
| 1975 | Arthur Ashe Tom Okker     | Paolo Bertolucci Adriano Panatta | 7–5, 6–1  |
| 1976 | Robert Lutz Ramsey Smith  | Wojciech Fibak Karl Meiler       | 6–3, 6–3  |